# Santullano (Salas)
Santullano (Santuyanu en asturiano y oficialmente) es una parroquia y lugar del concejo asturiano de Salas, en España. Su superficie es de 4,55 km² y alberga a 29 habitantes. Su templo parroquial se dedica a San Julián.
Se ha sugerido que el nombre puede provenir del latín SANCTUM IULANUM (San Julián).

## Barrios y aldeas (2017)[2]
- El Monte (casería) - deshabitado.
- El Pozo (El Pozu en asturiano y oficialmente) (casería) - 6 habitantes.
- La Peral (aldea) - 3 habitantes.
- Mouruso (Mourusu) (aldea) - 15 habitantes.
- Prada (aldea) - deshabitado.
- Santullano (Santuyanu) (lugar) - 5 habitantes.